# Gevaro Nepomuceno
Gevaro Giomar Magno Nepomuceno (Tilburg, Países Bajos, 10 de noviembre de 1992) es un futbolista profesional curazoleño que juega como delantero en el Melbourne Knights F. C. de la National Premier Leagues Victoria.

## Selección nacional
En septiembre de 2014 Nepomuceno fue llamado a la selección mayor de Curazao para disputar las eliminatorias rumbo a la Copa Oro, convirtiendo su primer gol contra la selección de Granada en el minuto 5 del segundo tiempo partido ganado por Curazao con marcador de 2-1.

## Trayectoria
| Club                        | País         | Año       |
| --------------------------- | ------------ | --------- |
| F. C. Den Bosch             | Países Bajos | 2011-2012 |
| Fortuna Sittard             | Países Bajos | 2012-2013 |
| F. C. Petrolul Ploiești     | Rumania      | 2014-2015 |
| C. S. Marítimo              | Portugal     | 2016-2017 |
| F. C. Famalicão (cedido)    | Portugal     | 2017      |
| Oldham Athletic A. F. C.    | Inglaterra   | 2017-2020 |
| Chesterfield F. C. (cedido) | Inglaterra   | 2019-2020 |
| F. C. Halifax Town          | Inglaterra   | 2020-2021 |
| F. C. Dinamo de Bucarest    | Rumania      | 2021      |
| Cherno More Varna           | Bulgaria     | 2021      |
| Melbourne Knights F. C.     | Australia    | 2023-     |

## Vida personal
Nepoumuceno es de origen curazaleño por parte de padres, también tiene dos hermanas y un hermano del mismo origen.